# Wawrzyniec Alfons Karyński
Wawrzyniec Alfons Karyński (ur. ok. 1600 w Krakowie, zm. w listopadzie 1653 tamże) – profesor prawa Akademii Krakowskiej.

## Życiorys
Pochodził z krakowskiej rodziny mieszczańskiej, był synem Baltazara. W styczniu 1616 zapisał się na Akademię Krakowską. W 1619 uzyskał stopień bakałarza, a w marcu 1622 magistra nauk wyzwolonych. W 1625 został rektorem szkoły parafialnej przy kościele św. Anny. W lipcu 1627 został skierowany jako nauczyciel filozofii do Akademii Lubrańskiego w Poznaniu. Pracował także w bliżej nieokreślonym czasie jako wychowawca syna sędziego sandomierskiego Pawła Pruszyńskiego. W 1630 został przyjęty do Kollegium  Mniejszego. W kolejnych latach nauczał na Wydziale Sztuk podejmując równocześnie studia prawnicze. W latach 1633–1634 był dziekanem Wydziału Sztuk. Studia prawnicze zakończył w czerwcu 1635, a 12 października został po raz pierwszy wybrany prepozytem Kollegium Prawniczego, urząd ten pełnił jeszcze sześciokrotnie. W 1640 został kanonikiem kościoła Wszystkich Świętych. W listopadzie 1642 tytułował się profesorem Dekretów. 19 października 1646 obronił formalnie doktorat obojga praw. W 1651 w czasie zarazy w Krakowie, gdy profesorowie przebywali w Bronowicach, objął Wawrzyniec urząd rektora Akademii Krakowskiej. Najpierw zastąpił Jana Brożka, który z racji wielu i słabego zdrowia nie był w stanie pełnić urzędu rektorskiego, a po jego śmierci pełnił obowiązki rektora do końca kadencji semestru zimowego 1652/53. Krótko przed śmiercią w 1653 został kanonikiem katedry wawelskiej. W testamencie zapisał legat 400 zł dla wikariuszy kościoła św. Anny.